# Črmeľ
Črmeľ este o arie protejată (arie specială de conservare — SAC, sit de importanță comunitară — SCI) din Slovacia întinsă pe o suprafață de 8,25 ha, integral pe uscat.

## Localizare
Centrul sitului Črmeľ este situat la coordonatele 48°45′06″N 21°12′13″E / 48.751615°N 21.203655°E.

## Înființare
Situl Črmeľ a fost declarat sit de importanță comunitară în decembrie 2021.

## Biodiversitate
Situată în ecoregiunile alpină și panonică, aria protejată nu include niciun habitat protejat.
La baza desemnării sitului se află o specie protejată de  pești: hadină (Eudontomyzon danfordi).